# Cho Byeong-ok
Cho Byeong-ok (coréen : 조병옥, hanja : 趙炳玉), né le 21 mai 1894 et mort le 15 février 1960, est un résistant et un homme politique sud-coréen. Responsable de la police au temps du gouvernement militaire américain, il est ensuite ministre de l'Intérieur de la Corée du Sud de juillet 1950 à mai 1951 et finalement candidat à l'élection présidentielle de 1960 mais il est mort peu avant sa tenue. Son pseudonyme est Yuseok (유석, 維石).

## Œuvres
- Mes mémoires (나의 회고록)
- La démocratie et moi (민주주의와 나)